# Luca Pacioli
Luca Bartolomeo de Pacioli (někdy též Paciolo) (1445 Sansepolcro – 1517 Sansepolcro) byl italský františkánský mnich a matematik známý především jako zakladatel účetnictví (bývá někdy nazýván otcem účetnictví).
Luca Pacioli se narodil roku 1445 v Borgu San Sepulcru. Byl vzdělán v malířské dílně U Piero della Francesca, kde se poprvé setkal s matematikou a geometrií. Ve svých devatenácti letech nastoupil do služby jako vychovatel 3 synů Rompiasy a s nimi navštěvoval přednášky na univerzitě, kam docházeli. Během tohoto období napsal svou prvotinu o aritmetice a algebře. Roku 1477 vstoupil do Řádu menších bratří – františkánů. Přednášel na univerzitě v Perugii jako profesor matematiky do roku 1480. Později přestal učit a sám vystudoval vysokou školu. Byl promován magistrem teologie, pod tento obor spadala i matematika. Několik let působil jako sekretář biskupa Vlletari v Římě. Roku 1493 přesídlil do Benátek, kde dokončil svoji největší práci Summa de arithmetica, geometria, proportioni et proportionalita, kterou roku 1494 vydalo nakladatelství v Benátkách tiskem. Jeden výtisk má Moravská zemská knihovna v Brně. (Až do roku 2006 se předpokládalo, že náklad mohl být kolem 200 výtisků, později se ale ukázalo, že šlo o náklad větší, přibližně 1 500 kusů.) Asi v roce 1497 odjel do Milána vyučovat na univerzitu. Zde se seznámil s Leonardem da Vincim. O dva roky později spolu odešli do Říma, kde žili ve společném domě. V Římě pracoval Pacioli na další knize Divina proportione, kterou ilustroval samotný Leonardo Da Vinci. Byla to první systematická vědecká práce zabývající se zlatým řezem. V roce 1501 se s Leonardem rozešli. Poté Pacioli dlouho cestoval. Roku 1510 byl jmenován převorem kláštera v rodném městě. Staral se o hospodářství kláštera. O rok později sepsal svou poslední vůli. Mezi léty 1513–1515 přednášel v Římě na univerzitě Sapienza, kam ho povolal samotný papež. O rok později zemřel ve svém rodném městě.
Mezi jeho nejvýznamnější díla o matematice patří:
- Summa de arithmetica, geometria, proportioni et proportionalita (1494)
- De viribus quantitatis (1496–1508)
- Euclid (1509)
- De divina proportione (1496–1498)